# USS Long Beach (1961)
De USS Long Beach (CGN9) was de eerste Amerikaanse kruiser met kernaandrijving. Oorspronkelijk werd het schip gebouwd als fregat, maar al snel groeide het ontwerpconcept van het schip, waardoor het uiteindelijk de afmetingen kreeg van een zware kruiser. 
In 1961 werd het schip gebouwd en het was het grootste oorlogsschip na de vliegdekschepen van de US Navy dat na de oorlog werd gebouwd.

## Bijzonderheden
Het was de eerste kruiser van de Amerikaanse marine ontworpen en gebouwd na de Tweede Wereldoorlog. Het was verder het eerste oppervlakteschip dat bewapend werd met een hoofdbatterij van de geleide wapens, Terrier en Talos raketten, en door kernenergie werd voortgestuwd. Twee reactoren zorgen voor de stoom voor de turbines, goed voor een vermogen van 80.000 pk. Het kon zo'n 100.000 zeemijl varen zonder brandstof bij te laden. In 1963 werden twee enkele kanonnen toegevoegd met een kaliber van 12,7 cm. Deze werden midscheeps geplaatst en dienden voor de verdediging tegen oppervlaktedoelen en langzame vliegtuigen. 
Voor de bouw werden de totale kosten van het schip geraamd op 250 miljoen dollar, maar eenmaal gereed was dit opgelopen tot 332 miljoen dollar.

## Vietnam
De thuishaven van de USS Long Beach lag in San Diego, maar daar was het schip niet vaak te vinden. Tijdens de Vietnamoorlog was de Long Beach zeer actief. Het schip gebruikte in de periode 1967-1968 zeven keer zijn Talosraketten om MiGs aan te vallen die diep in het Noord-Vietnamees gebied vlogen. 
De USS Long Beach stond in de jaren negentig op de lijst voor een grote opknapbeurt, maar de plannen werden aan de kant geschoven en het schip werd in 1994 uit de vaart genomen en in 1995 afgedankt.